# مازدا ريوجا
مازدا ريوجا هو السيارة المبتكرة التي قدمتها مازدا بالتعاون مع فورد في عام 2007 في معرض أمريكا الشمالية الدولي للسيارات في ديترويت، ميشيغان. عرضت السيارة، جنبا إلى جنب مع مازدا ناجار التي تم عرضها في معرض لوس انجليس للسيارات الكبرى، هي دراسة تصميمية استكشافية تهدف إلى توضيح وجهات التصميم المستقبلية لسيارات مازدا في المستقبل. لقب ريوغا (توضيح "ree-yoo-ga") يعني باليابانية «التيار الأنيق».

## خارجيا
وضعت عجلات كبيرة بمقاس 21"في مختلف أنحاء السيارة للمحافظة على الثبات والتوازن، ملامح المظهر تتجسد في أجنحة النورس المزدوجة في كلتا الجانبين (الأبواب)، وهي أقصر بكثير بالمقارنة مع السيارة الرياضية مازدا أر إكس-8

## داخليا
تستوعب ريوجا أربعة ركاب في نموذج الجلوس 2+2، مع مقاعد أمامية كبيرة ونفس الشيء في منطقة الخلفية. تم تركيب مجموعة من الكاميرات المزودة بنظام الشحن المزدوج (CCD) لمراقبة الرؤية الخلفية والمكفوفين. وعجلة القيادة ذات النمط المكشوف، ذات تكنولوجيا التوجيه عن طريق الأسلاك.

## الأداء
ريوجا مدعومة بمحرك الوقود المرن E85 / يعمل على البنزين.

## المواصفات
- محرك: MZR 2.5 L E85/بنزين Flex Fuel
- علبة سرعة: 6 -سرعات أوتوماتيكي
- نمط القيادة: front-wheel drive
- عجلات: 21"
- الإطارات (الأمامية / الخلفية) 245/35 R21 (93W) تويو بروكسيس